# NGC 6119
NGC 6119 (również PGC 57837) – galaktyka spiralna (Sc), znajdująca się w gwiazdozbiorze Korony Północnej. Odkrył ją John Herschel 27 kwietnia 1827 roku.